# 色藻界
色藻界（學名：Chromista），其中文名称还有杂色生物界、假菌界（因包含"假的真菌"——卵菌）、藻菌界、原藻界、色素界、藻物界、藻界、色虫界等等，尚无统一译名。

## 特徵
色藻界细胞的色素体具有四层膜，含叶绿素a和叶绿素c和其他一些无色的类似物质。被认为是内共生红藻进化而来。

## 分類
色藻界属于真核生物域，可能是多源的。有二十二个门：
- Apicomplexa頂複門
- Bigyromonadea
- Centrohelid中陽蟲門
- Cercozoa絲足蟲門
- Chromerida色蟲門
- Ciliophora纖毛蟲門
- Colpodellida
- Corbihelia
- Cryptomonads隱藻門
- Filosa
- Dinoflagellata雙鞭毛蟲門
- Haptophyte定鞭藻門
- Heterokontophyta不等鞭毛門：包括褐藻纲、硅藻纲等
- Hyphochytriomycota
- Ochrophyta淡色藻門
- Oomycota卵菌門
- Perkinsozoa帕金蟲門（英语：Perkinsozoa）
- Pirsonea
- Placidozoa
- Platysulcea
- Retaria
- Sagenista

2010年, 汤玛斯·卡弗利尔-史密斯指出应把囊泡虫总门, 有孔虫界与太阳虫并入色藻界。这实际意味着把有孔虫界并入了囊泡藻界。